# Bammental
Bammental is een gemeente in de Duitse deelstaat Baden-Württemberg, en maakt deel uit van het Rhein-Neckar-Kreis.
Bammental telt 6.599 inwoners.

## Geografie

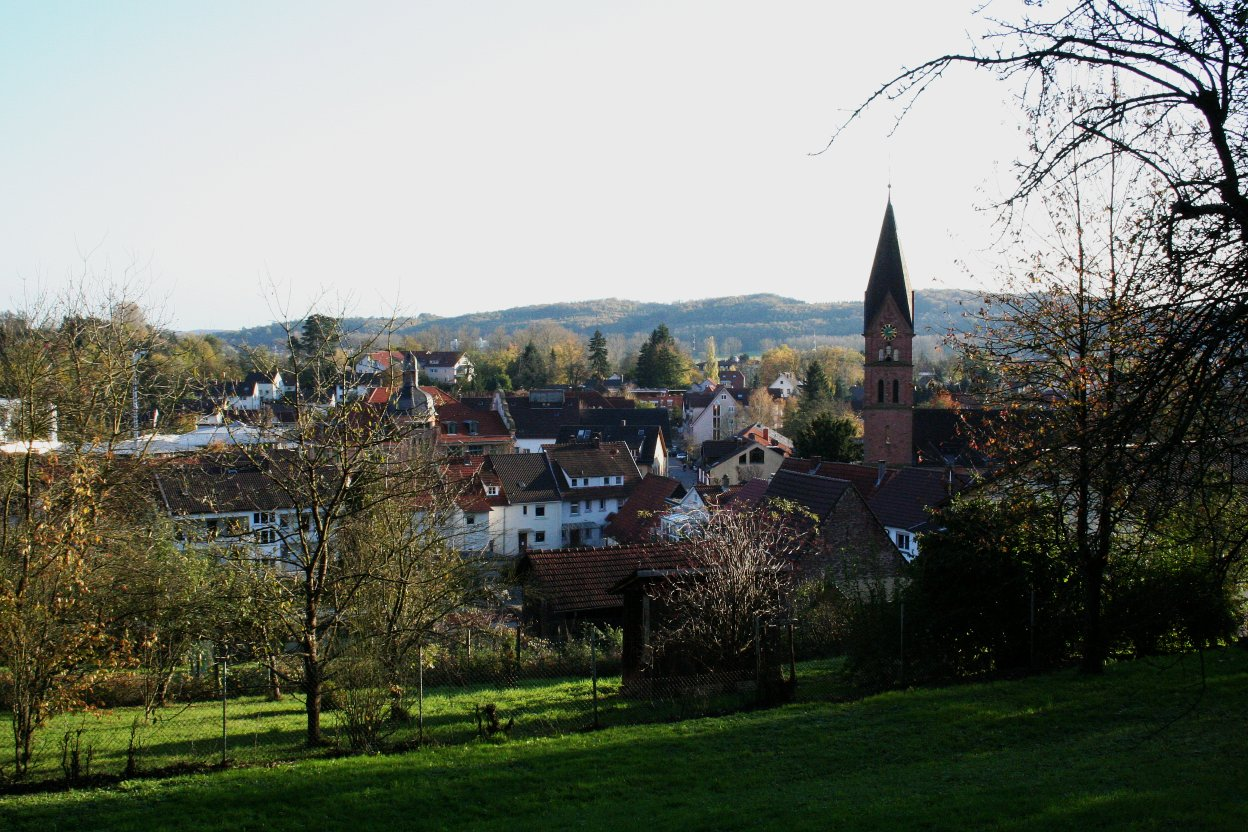
Centrum van Bammental met rechts het kerkje

Bammental ligt ongeveer 9 kilometer zuidwestelijk van Heidelberg en 13 kilometer noordoostelijk van Sinsheim in de vallei van de Elsenz, tussen Mauer en Neckargemünd. Reilsheim behoort eveneens tot de gemeente Bammental.
Omliggende gemeenten zijn: Heidelberg, Neckargemünd, Leimen (Baden), Wiesenbach (Baden), Mauer (Baden) en Gaiberg.

## Cultuur
Bammental heeft een museum over de lokale geschiedenis (Heimatmuseum) dat is gevestigd in het oude treinstation.

## Verkeer en vervoer
Bammental ligt aan de Bundesstraße 45 tussen Neckargemünd en Sinsheim.
De treinverbinding tussen Heidelberg en Sinsheim die via Neckargemünd gaat, stopt twee keer in Bammental: bij het oude treinstation en in Reilsheim.
Een verbinding met de S-Bahn RheinNeckar (S-Bahn Rhein-Neckar) is gepland.

## Partnerstad
- Vertus  Frankrijk, sinds 18 juni 1966

Altlußheim · Angelbachtal · Bammental · Brühl · Dielheim · Dossenheim · Eberbach · Edingen-Neckarhausen · Epfenbach · Eppelheim · Eschelbronn · Gaiberg · Heddesbach · Heddesheim · Heiligkreuzsteinach · Helmstadt-Bargen · Hemsbach · Hirschberg an der Bergstraße · Hockenheim · Ilvesheim · Ketsch · Ladenburg · Laudenbach · Leimen · Lobbach · Malsch · Mauer · Meckesheim · Mühlhausen · Neckarbischofsheim · Neckargemünd · Neidenstein · Neulußheim · Nußloch · Oftersheim · Plankstadt · Rauenberg · Reichartshausen · Reilingen · Sandhausen · Schönau · Schönbrunn · Schriesheim · Schwetzingen · Sinsheim · Spechbach · St. Leon-Rot · Waibstadt · Walldorf · Weinheim · Wiesenbach · Wiesloch · Wilhelmsfeld · Zuzenhausen